# Bruno Tobback
Bruno Tobback (Leuven, 22 augustus 1969) is een Belgisch advocaat, politicus, Europees Parlementslid en voormalig voorzitter van de sp.a (Vooruit).

## Levensloop

### Jeugd
Hij werd geboren in het gezin van Louis Tobback, voormalig voorzitter van de SP, voormalig minister in de Belgische regering en tevens oud-burgemeester van Leuven. Omwille van zijn vaders drukke (politieke) agenda verbleef hij veel tijd bij zijn grootouders te Kessel-Lo. In deze gemeente doorliep hij tevens zijn lager onderwijs.
Hij studeerde rechten aan de VUB, alwaar hij in 1992 afstudeerde als licentiaat. Aansluitend hierop studeerde hij aan de RUG, alwaar hij in 1994 een diploma sociaal en economisch recht behaalde. Tijdens deze laatste studies liep hij van 1992 tot 1994 stage bij Europees commissaris Karel Van Miert.

### Professionele carrière
Na zijn studies ging hij in 1994 aan de slag als advocaat aan de Brusselse balie. Hij bleef er actief tot 2001. In 1994 nam ook zijn politieke carrière een aanvang nadat hij verkozen werd in de provincieraad van Vlaams-Brabant, waar hij bleef zetelen tot in 1995. Bij de eerste rechtstreekse verkiezingen voor het Vlaams Parlement van 21 mei 1995 kreeg hij de lijstduwersplaats op de SP-lijst in de kieskring Leuven en werd hij meteen verkozen met meer dan 20.000 voorkeursstemmen. Ook na de volgende Vlaamse verkiezingen van 13 juni 1999 bleef hij Vlaams volksvertegenwoordiger. In het Vlaams Parlement was Tobback van 1995 tot 1999 secretaris van de commissie Leefmilieu en Natuurbehoud, van 1996 tot 1999 vast lid van de commissie Ruimtelijke Ordening, Openbare Werken en Vervoer en van 1998 tot 1999 voorzitter van de commissie Mobiliteit, van 1999 tot 2001 vast lid van de commissie Leefmilieu, Natuurbehoud en Ruimtelijke Ordening en van 2001 tot 2003 vast lid van de commissie Algemeen Beleid, Financiën en Begroting. Van september 2001 tot juni 2004 zat hij in het Vlaams Parlement de SP/sp.a-fractie voor.
Bij de volgende Vlaamse verkiezingen van 13 juni 2004 werd hij opnieuw Vlaams volksvertegenwoordiger. Hij werd echter gevraagd als federaal minister van Leefmilieu en minister van Pensioenen. Hij werd in het Vlaams Parlement op 22 juli 2004 opgevolgd door Flor Koninckx.
Na de federale verkiezingen van 10 juni 2007 ging hij zetelen in de Kamer van volksvertegenwoordigers, waar hij bleef tot in 2014. Kort daarop, op 16 oktober 2007 werd hij verkozen als sp.a-voorzitter van Vlaams-Brabant, een functie die hij uitoefende tot in 2011. Op 2 juli 2009 volgde Tobback Peter Vanvelthoven, die de nieuwe sp.a-fractieleider werd in het Vlaams Parlement, op als sp.a-fractieleider in de Kamer. Ook dit ambt bleef hij tot 2011 bekleden.
In 2011 stelde hij zich kandidaat om ontslagnemend partijvoorzitster Caroline Gennez op te volgen als voorzitter van de sp.a. Hij was de enige kandidaat, en op 18 september 2011 hield zijn partij een congres in Nieuwpoort waarbij hij officieel verkozen werd met 96,6 procent van de stemmen. Joke Quintens werd hierbij verkozen tot ondervoorzitster van de partij. Onder zijn leiding zou de partij verder stemmenverlies lijden.
Bij de provincieraadsverkiezingen van oktober 2012 kwam Tobback op als lijstduwer voor sp.a in het kiesdistrict Diest. Daarnaast was hij lijstduwer voor de sp.a-gemeenteraadslijst te Leuven. Hij werd zowel in de provincieraad als in de gemeenteraad verkozen, maar nam beide functies niet op.
Op 25 mei 2014 werd hij in de kieskring Vlaams-Brabant opnieuw verkozen tot lid van het Vlaams Parlement. In juni 2015 verloor hij de voorzittersverkiezingen voor de sp.a van John Crombez. Tobback werd nadien voltijds Vlaams Parlementslid en ging van 2015 tot 2019 zetelen in de commissie Leefmilieu, Natuur, Ruimtelijke Ordening, Energie en Dierenwelzijn.
In januari 2019 werd Bruno Tobback gemeenteraadslid van Leuven, nadat zijn vader de gemeentepolitiek had verlaten. Bij de Vlaamse verkiezingen van mei 2019 werd hij herkozen als Vlaams volksvertegenwoordiger. Vanaf oktober 2019 was Tobback in het Vlaams Parlement ondervoorzitter van de commissie Leefmilieu, Natuur, Ruimtelijke Ordening en Energie en vanaf december 2022 maakte hij als secretaris deel uit van het Bureau van het Vlaams Parlement. Hij oefende beide functies uit tot aan het einde van zijn parlementaire mandaat in juni 2024.
Bij de Europese verkiezingen van juni 2024 was Bruno Tobback lijsttrekker voor Vooruit, sinds 2021 de navolger van sp.a. Zodus werd hij verkozen in het Europees Parlement. Tobback is er lid van de commissie Industrie, Energie, Onderzoek en Innovatie (ITRE) en plaatsvervangend lid van de commissie Milieubeheer, Volksgezondheid en Voedselveiligheid (ENVI).
Tobback was in oktober 2024 opnieuw kandidaat bij de gemeenteraadsverkiezingen en werd herkozen.

## Persoonlijk
Hij heeft één dochter uit zijn eerste huwelijk.

## Eretekens
- België: Ridder in de Leopoldsorde, KB 11 juni 2004
- België: Grootofficier in de Leopoldsorde, KB 21 mei 2014

- Gemeinsame Normdatei: 104620484X
- Virtual International Authority File: 306001844
- WorldCat: E39PBJptY3qKhXQpvhB7y76BT3